# 中国建材集团
中国建材集团有限公司（简称“中国建材集团”）（英语：China National Building Material Co., Ltd. 英语简称：CNBM）是总部设于北京的中国央企，由中国建筑材料集团有限公司与中国中材集团有限公司重组而成。
前身为“中国建筑材料集团公司”，1984年设立，2003年成为国资委直接监督管理的中央企业，2009年10月更为“中国建筑材料集团有限公司”。集团旗下直接管理的全资、控股企业20家，控股上市公司6家，其中海外上市公司2家。截至2010年底，集团资产总额逾1500亿元，员工总数超过10万名；2011年首次入选财富世界500强企业列485位。
其核心企业为“中国建材股份有限公司”成立于2005年3月28日，2006年3月23日在香港联交所挂牌上市（简称“中国建材”，股票代码：港交所：3323），主营业务包括水泥、轻质建材、玻璃纤维及复合材料、工程服务四大板块。公司先后被纳入摩根士丹利中国概念股指数成分股、恒生中国企业指数成分股、道琼斯中国海外50指数成分股。2010年公司营业收入519.88亿元，利润33.69亿元，2011年列财富中国500强企业第66位。
2012年6月28日中國建材向持股55%的附屬公司北方水泥增資28.125億元人民幣，完成後集團於北方水泥的持股將由55%增至70%。主要從事熟料、水泥及水泥產品生產和銷售的北方水泥，註冊資本將由10億元增加至40億元。
2014年10月27日中國建材（3323-HK）以每股作價2.77元，認購5.6319億股山水水泥股份，認購交易所得的款項總額約15.6億元，扣除相關開支後的淨額則預計約15.47億元，在交易完成後，山水水泥大股東持股將由30.11%減至25.09%，中建材則持股16.67%，公眾股份則由69.89%降至58.24%
2018年6月13日，中國建筑材料集团有限公司、中国建材股份有限公司(3323.HK)前董事長及常務董事宋志平、郭朝民和徐衛兵，在股東大會退任董事會職務，原因是和前上市公司中材股份合併重整架構。

## 下屬企業
- 中國建材國際工程有限公司：總部位於上海市，該公司前身是1953年成立的中華人民共和國重工業部建材工業管理局設計公司。[6]
- 中国建筑材料科学研究总院有限公司（其他語言）
- 北新建材